# Ix Chel Chasma
Ix Chel Chasma is een kloof op de planeet Venus. Ix Chel Chasma werd in 1982 genoemd naar Ixchel, een Mayagodin van verloskunde, geneeskunde, aarde, regen en oorlog.
De kloof is 503 kilometer lang en bevindt zich in het gelijknamige quadrangle Ix Chel Chasma (V-34), tussen Aphrodite Terra in het noorden en Tahmina Planitia in het zuiden.